# KV26
KV26 (англ. Kings' Valley № 26) — древнеегипетская гробница в Долине царей (восточная сторона), не принадлежавшая представителю правящей династии. Имя владельца неизвестно. KV26 засыпана щебнем и остаётся недоступной.
До 1835 года, вероятно в 1825 году, KV26 обнаружил Джеймс Бёртон. Виктор Лоре проводил исследования здесь с 1898 года, отчёт о которых не составлен. Гробница остаётся неисследованной.
В усыпальницу ведёт прямоугольная шахта, выходит к коридору, который соединён с погребальной камерой. Гробница не украшена и схожа с другими гробницами XVIII династии, отчего датируется Новым царством. Также имеется сходство с гробницами KV30 и KV37.